# Eriophorum scabriculme
Eriophorum scabriculme là loài thực vật có hoa trong họ Cói. Loài này được (Beetle) Raymond mô tả khoa học đầu tiên năm 1957.